# Riedenburg
Riedenburg est une commune de Bavière en Allemagne. Elle est sise sur l'Altmühl.

## Personnalités liées à la commune
- Josef Graf (1957), prélat et théologien catholique.